# Banksia erythrocephala
Banksia erythrocephala är en tvåhjärtbladig växtart som först beskrevs av Charles Austin Gardner, och fick sitt nu gällande namn av A.R.Mast & K.R.Thiele. Banksia erythrocephala ingår i släktet Banksia och familjen Proteaceae. Utöver nominatformen finns också underarten B. e. inopinata.